# 中田敦彦のSTAND UP STUDY
『中田敦彦のSTAND UP STUDY』（なかたあつひこのすたんどあっぷすたでぃ、略称：中田敦彦のSUS）は、テレビ朝日系列で2019年12月12日から放送されている中田敦彦の冠番組及び特別番組である。

## 概要
プレゼン能力の高さに定評がある中田敦彦による初の冠“プレゼンテーション番組”。経済・技術・アートなどの様々なジャンルで活躍するイノベーターのゲストを招き、中田とテーマに沿ったプレゼンを展開する。
放送終了後にはAbemaTVのオリジナル企画を加えた“完全版”がAbemaビデオにて配信されている。

## 出演者
MC
- 中田敦彦（オリエンタルラジオ・RADIO FISH）

ゲスト
- 放送リスト参照

## 放送リスト
| 回 | 放送日   | 内容                                        | ゲスト   |
| -- | -------- | ------------------------------------------- | -------- |
| 1  | 12月12日 | YouTuberヒカルと「突破力」をSTUDY           | ヒカル   |
| 2  | 12月19日 | 初代バチェラー久保裕丈と「捨てる力」をSTUDY | 久保裕丈 |

## ネット局
| 放送対象地域 | 放送局             | 系列           | 備考       |
| ------------ | ------------------ | -------------- | ---------- |
| 関東広域圏   | テレビ朝日 (EX)    | テレビ朝日系列 | 制作局     |
| 宮城県       | 東日本放送 (KHB)   | テレビ朝日系列 | 遅れネット |
| 中京広域圏   | メ〜テレ (NBN)     | テレビ朝日系列 | 遅れネット |
| 福岡県       | 九州朝日放送 (KBC) | テレビ朝日系列 | 遅れネット |
| 熊本県       | 熊本朝日放送 (KAB) | テレビ朝日系列 | 遅れネット |

## スタッフ
- ナレーション：FISHBOY
- 楽曲制作：園田涼
- TD：玉手康裕
- VE：細谷公助
- 音声：大日方万梨亜
- TM：福元昭彦
- カメラ：渡邉良平
- 照明：五十嵐久夫
- 美術：森永牧子
- 美術進行：仲田幸正
- 音効：岡田淳一
- MA：斉藤亮
- 編集・CG・デザイン：山崎信
- 編成：三浦靖雄、新谷拓也
- 宣伝：齋藤利紗子
- デスク：小林裕美子
- ブレーン：樅野太紀
- AD：岩崎ちひろ、平賀正城
- ディレクター：米山聡
- 演出：北野貴章
- プロデューサー：高橋正輝、山田裕子（ディーウォーカー）
- ゼネラルプロデューサー：畔柳吉彦
- 制作：テレビ朝日